# Es ist dir gesagt, Mensch, was gut ist
Es ist dir gesagt, Mensch, was gut ist (BWV 45) ist eine Kirchen-Kantate von Johann Sebastian Bach. Er komponierte die zweiteilige Kantate 1726 in Leipzig für den 8. Sonntag nach Trinitatis und führte sie am 11. August 1726 erstmals auf.

## Geschichte und Worte
Bach komponierte die Kantate 1726 in Leipzig für den 8. Sonntag nach Trinitatis und führte sie am 11. August 1726 erstmals auf. Sie wird seinem dritten Kantatenzyklus zugerechnet. Die vorgeschriebenen Lesungen für den Sonntag waren als Epistel Röm 8,12-17 , „Welche der Geist Gottes treibt, die sind Gottes Kinder“, und als Evangelium Mt 7,15-23 , ein Abschnitt aus der Bergpredigt, die Warnung vor falschen Propheten. Wie in Siehe, ich will viel Fischer aussenden, drei Wochen zuvor komponiert, ähnelt der Text Kantaten von Johann Ludwig Bach. Er wird Ernst Ludwig I. zugeschrieben und erschien in einer Sammlung aus dem Jahr 1705. Der Dichter wählte für den Einstieg aus dem Alten Testament einen Vers des Propheten Micha, Mi 6,8 , „Es ist dir gesagt, Mensch, was gut ist und was der HERR von dir fordert, nämlich Gottes Wort halten und Liebe üben und demütig sein vor deinem Gott“, der mit den bekannten Worten Jesu aus dem Evangelium korrespondiert, „An ihren Früchten sollt ihr sie erkennen. Es werden nicht alle, die zu mir sagen: Herr, Herr!, in das Himmelreich kommen, sondern die den Willen tun meines Vaters im Himmel“. Der Dichter zieht das Bild des Dieners heran, nach dem Evangelisten Lukas, Lk 12,42-47  und Lk 16,1-9 . Der zweite Teil, nach der Predigt zu musizieren, beginnt mit dem zentralen Satz einer symmetrischen Struktur auf Vers 22 des Evangeliums, „Es werden viele zu mir sagen an jenem Tage: Herr, Herr, haben wir nicht in deinem Namen geweissagt? Haben wir nicht in deinem Namen böse Geister ausgetrieben? Haben wir nicht in deinem Namen viele Wunder getan?“. Die folgende Arie ist eine Umdichtung von Mt 10,32 . Die Kantate wird beschlossen mit der zweiten Strophe von Johann Heermanns Choral O Gott, du frommer Gott (1630).

## Besetzung und Aufbau
Die Kantate ist besetzt mit drei Solisten, Alt, Tenor und Bass, vierstimmigem Chor, zwei flauti traversi, zwei Oboen, zwei Violinen, Viola und Basso continuo.
Teil I
1. Coro: Es ist dir gesagt, Mensch, was gut ist
2. Recitativo (Tenor): Der Höchste läßt mich seinen Willen wissen
3. Aria (Tenor): Weiß ich Gottes Rechte

Teil II
1. Arioso (Bass): Es werden viele zu mir sagen an jenem Tage
2. Aria (Alt): Wer Gott bekennt aus wahrem Herzensgrund
3. Recitativo (Alt): So wird denn Herz und Mund selbst von mir Richter sein
4. Choral: Gib, daß ich tu mit Fleiß

## Musik
Der Eingangschor ist eine komplexe Struktur, die mit einem ausgedehnten Instrumentalteil beginnt. Dann wechseln fugierte Teile mit Passagen, in denen die Stimmen in das Concerto des Orchesters eingebettet sind. Beide Rezitative sind secco. Die periodisch gegliederte Tenor-Aria mit Tanz-Charakter wird von den Streichern begleitet.
Das zentrale Bibelzitat ist dem Bass als der Vox Christi (Stimme Christi) anvertraut. Bach überschreibt es Arioso. Die Streicher in lebhafter Bewegung geben den Worten leidenschaftlichen Nachdruck. Sie eröffnen den Satz und wiederholen diese Musik drei weitere Male in verschiedenen Tonarten. Die Singstimme ist in kühnen Sprüngen und ausgedehnten Koloraturen geführt. Ebenfalls in reicher Figuration begleitet die Solo-Flöte den Alt in der folgenden Arie, die tröstliche Aspekte bringt. Der Schlusschoral auf eine Melodie von Ahasverus Fritsch ist vierstimmig gesetzt.

## Einspielungen
- Bach Cantatas Vol. 4  - Sundays after Trinity I, Karl Richter, Münchener Bach-Chor, Münchener Bach-Orchester, Hertha Töpper, Ernst Haefliger, Kieth Engen, Archiv Produktion 1959
- J.S. Bach: Cantatas No. 105 & No. 45, Ernest Ansermet, Chœur Pro Arte de Lausanne, Orchestre de la Suisse Romande, Helen Watts, Ian Partridge, Tom Krause, Decca 1966
- J.S. Bach: Kantaten BWV 45, BWV 176, Helmuth Rilling, Gächinger Kantorei, Bach-Collegium Stuttgart, Norma Procter, Kurt Equiluz, Erich Wenk, Cantate 1967
- J.S. Bach: Das Kantatenwerk - Sacred Cantatas Vol. 3, Gustav Leonhardt, Knabenchor Hannover, Leonhardt-Consort, René Jacobs, Kurt Equiluz, Hanns-Friedrich Kunz, Teldec 1974
- Die Bach Kantate Vol. 45, Helmuth Rilling, Gächinger Kantorei, Bach-Collegium Stuttgart, Julia Hamari, Aldo Baldin, Philippe Huttenlocher, Hänssler 1982
- Bach Edition Vol. 9 - Cantatas Vol. 4, conductor Pieter Jan Leusink, Holland Boys Choir, Netherlands Bach Collegium, Sytse Buwalda, Knut Schoch, Bas Ramselaar, Brilliant Classics 1999
- Bach Cantatas Vol. 5: Rendsburg/Braunschweig / For the 8th Sunday after Trinity, John Eliot Gardiner, Monteverdi Choir, English Baroque Soloists, Robin Tyson, Christoph Genz, Brindley Sherratt, Archiv Produktion 2000
- J.S. Bach: Complete Cantatas Vol. 18, Ton Koopman, Amsterdam Baroque Orchestra & Choir, Bogna Bartosz, Christoph Prégardien, Klaus Mertens, Antoine Marchand 2002
- J.S. Bach: Cantatas Vol. 46 - Cantatas from Leipzig 1724, Masaaki Suzuki, Bach Collegium Japan, Robin Blaze, Gerd Türk, Peter Kooy, BIS 2009
- Bach – Cantatas and Motet, Philippe Herreweghe, Collegium Vocale Gent, Dorothee Mields,  Alex Potter, Thomas Hobbs, Peter Kooij, PHI / Outhere Music 2021